# 中崎タツヤ
中崎 タツヤ（なかざき タツヤ、1955年8月11日 - ）は、日本の漫画家。
愛媛県西予市生まれ、愛知県育ち。名古屋市立工芸高等学校卒業。

## 概要
1978年、『無題』（『週刊漫画TIMES』）でデビュー。代表作に『身から出た鯖』『じみへん』など。いわゆる不条理漫画ブームの頃に登場したが、逆に条理を徹底的に詰めるスタイルを好み、登場人物が議論したり自問自答したりする描写が多い。代表作の『じみへん』というタイトルはジミ・ヘンドリックスの通称から取ったもの。
作品にスクリーントーンをほとんど使用せず、使用した際にコマ枠に「トーン初使用」と走り書きをしたこともある。
1992年、『問題サラリーMAN』で第38回文藝春秋漫画賞受賞。また、TBS系の単発特別番組枠「THE・プレゼンター」で『中崎タツヤ スーパーギャグシアター』として、作品の一部がオムニバス形式でアニメ化された。その際に、作者本人も後ろ姿だけではあるが登場した。キャストは三宅裕司や小倉久寛、劇団スーパー・エキセントリック・シアター（SET）が出演。ビデオ化もされている。
競輪が趣味と公言しており、作中人物の苗字に競輪選手のもの（吉岡・神山など）が使われることがある。スポーツ観戦も趣味で、日本プロサッカーリーグの湘南ベルマーレのファンである。
1995年に夫婦でお遍路を経験。この体験はその後の作品でも時折とりあげられている。
ミニマリストという語が生まれるはるか前から同様の生活スタイルを取っている。不要になるとすぐに物を捨てる性格で、仕事場にも物がほとんどない。また自身の原稿もほとんど捨ててしまっている。そのためすぐに引っ越しができ、頻繁に引っ越すことでも知られる。
2000年より、『ビッグコミックスピリッツ』の公式サイトにて「中崎タツヤ日記」を連載していた。他の作家の日記更新が滞る中で、中崎の日記は更新が頻繁で長期の連載となった。しかし、2009年9月の日記のあとは、2010年に編集担当者が『じみへん』1000回記念プレゼントのお知らせを投稿したのが最後の日記となった。
2015年8月、還暦を機に断筆し、『じみへん』の連載も終了。前述した性格のため、執筆道具も廃棄する予定と報じられた。
2016年、『じみへん』が第20回手塚治虫文化賞・短編賞を受賞。

## 影響
漫画家の浜岡賢次は中崎のギャグにおける間と作風を理想に挙げている。作品自体は少年漫画であるため、直接似た点は少ないが、単行本のフィルアップ4コマなどでオマージュが捧げられている。

## 作品リスト

### 漫画作品
- じみへん
- 問題サラリーMAN
- 身から出た鯖
- 中崎タツヤ作品集
- 男の生活
- ひつこいんだから（全1巻）

### 共著
- 「大丈夫かい山田さん!」（バジリコ、島本慶との共著）

### テレビアニメ
- 中崎タツヤ スーパーギャグシアター

### エッセイ
- もたない男（飛鳥新社のち新潮文庫）